# 米奇斯瓦夫·拉科夫斯基
米奇斯瓦夫·弗朗齐歇克·拉科夫斯基（波蘭語：Mieczysław Franciszek Rakowski；[mʲɛˈt͡ʂɨswaf raˈkɔfskʲi]  试听；1926年12月1日—2008年11月8日），波兰共产主义政治家、历史学家和记者。
1945年—1949年，在波兰人民军担任军官。1946年，作为一名波兰工人党成员开始他的政治生涯。1948年，转为波兰统一工人党成员。1956年，在华沙的社会科学研究所获得历史学博士学位。1975年—1990年，任波兰统一工人党中央委员。1988年9月—1989年8月，任波兰部长会议主席（总理）。1989年7月—1990年1月，任波兰统一工人党最后一任第一书记（上任时，该职务已不是国家最高领导人）。
拉科夫斯基是波兰最有影响力的周报《政治周刊》的创始人之一，1958年—1982年担任第一主编，后任主编。今天有些人仍然记得他是一个记者和编辑，而不是一个政治家。
成为总理之前，拉科夫斯基已经与小提琴家万达·维乌科米尔斯卡（Wanda Wiłkomirska）离婚，两人有两个儿子。2008年11月8日因癌症在华沙去世，年81岁。